# اوزان کوکچو
اوزان کوکچو (انگلیسی: Ozan Kökçü؛ زادهٔ ۱۸ اوت ۱۹۹۸) بازیکن فوتبال اهل جمهوری آذربایجان است.
از باشگاه‌هایی که در آن بازی کرده‌است می‌توان به باشگاه فوتبال والویک و باشگاه فوتبال خرونینگن اشاره کرد.
وی همچنین در تیم‌های ملی فوتبال زیر ۲۰ سال جمهوری آذربایجان، زیر ۲۱ سال جمهوری آذربایجان، و جمهوری آذربایجان بازی کرده‌است.